# Próba niewinności
Próba niewinności (ang. Ordeal by Innocence)  –  powieść kryminalna Agathy Christie wydana w 1957 roku.

## Fabuła
Bogatą i znaną Rachel Argyle ktoś morduje w jej własnym domu. Kobieta, jak się wydaje, słynęła z dobroci serca i miłości do dzieci. Policja oskarża o morderstwo Jacka, jej przybranego syna. Miał on zabić panią Argyle, gdy ta odmówiła mu udzielenia po raz kolejny pomocy finansowej. Chłopak trafia do więzienia, gdzie wkrótce ciężko zapada na zdrowiu i umiera. Dwa lata później dom rodziny Argyle odwiedza tajemniczy nieznajomy - doktor Calgary. Przekonuje on Argyle’ów - wdowca i pozostałe (tak jak Jacko adoptowane) dzieci, że Jacko był niewinny. Tamtego dnia, jak doktor twierdzi, spotkał go w zupełnie innym miejscu i podwoził samochodem. Nie mógł jednak wtedy zeznawać w sądzie, bo wkrótce potem miał ciężki wypadek, w wyniku którego stracił pamięć, a później wyjechał na dwa lata na wyprawę naukową na Antarktydę.  
Argyle'owie są w szoku i - wbrew pozorom - wieści o niewinności Jacka nie przyjmują radośnie. Jacko zawsze był czarną owcą w tej rodzinie, więc łatwiej było im pogodzić się z myślą, że to on był mordercą. Teraz, w świetle nowych faktów okazuje się, że zbrodnię musiał popełnić ktoś inny. Członkowie rodziny zawsze już będą się nawzajem podejrzewać o makabryczną zbrodnię i stracą do siebie nawzajem zaufanie - chyba że ktoś rozwiąże zagadkę śmierci pani Argyle raz na zawsze. Podejmuje się tego dr Calgary.
Z czasem okazuje się, że w krąg podejrzeń wchodzą niemal wszyscy. Leo Argyle, mąż zamordowanej, jest związany uczuciowo ze swą sekretarką, Gwendą. Jedno z nich mogło chcieć pozbyć się pani Argyle, by móc zawrzeć z drugim związek. Podejrzana jest też reszta adoptowanych dzieci Rachel: Mary, Tina, Micky i Hester. Nigdy nie kochali oni przybranej matki, która tak naprawdę traktowała ich przedmiotowo - jak małe, słodkie zabaweczki, a nie jak prawdziwych, dorastających ludzi. Po pewnym czasie Calgary odkrywa też, że Jacko przed śmiercią wziął potajemny ślub i że nie wszystkim z otoczenia jego wybranki się to podobało...

## Rozwiązanie
Okazuje się, że Jacko nie był niewinny. To on zaplanował zabójstwo przybranej matki. Chciał ukraść jej pieniądze, potrzebne mu do wydostania się z kolejnych tarapatów finansowych. Wykonanie planu pozostawił jednak Kirsten Lindstrom, guwernantce państwa Argyle, którą wcześniej głęboko w sobie rozkochał. Jacko wiedział, że to on będzie głównym podejrzanym, więc, by mieć potężne alibi, postarał się, by o określonej godzinie doktor Calgary zabrał go do swego wozu. Nie przewidział jednak, że Calgary nie będzie mógł zeznawać w sądzie i że to on, Jacko, jako oczywisty podejrzany, odpowie za zbrodnię.
Po śmierci Jacka Kirsten Lindstrom przez dwa lata żyła z piętnem popełnionej zbrodni. Gdy śledztwo zostaje wznowione, wpada w panikę. Popełnia kolejne morderstwo - zabija Philipa Duranta, męża Mary, który mimo aluzyjnych ostrzeżeń morderczyni zbytnio zaangażował się w wyjaśnianie sprawy z nieodległej przeszłości. Panna Lindstrom odkrywa też, że zagraża jej również Tina, która zbyt wiele przypomniała sobie z dnia, w którym popełniono morderstwo. Guwernantka, korzystając z ogólnego zamieszania po śmierci Philipa, wbija więc dziewczynie nóż w plecy, po czym zakrwawioną broń wsadza do kieszeni Micky’ego, by to na niego padło podejrzenie. Doktor Calgary wpada jednak na trop zbrodniarki, która zostaje pojmana.
Po rozwiązaniu zagadki doktor Arthur Calgary i najmłodsza z rodzeństwa Argyle’ów, Hester, zostają parą.